# Nekropola sa stećcima u Teočaku, lokalitet Mramor
Nekropola sa stećcima u Teočaku je povijesno-kulturno dobro u Bosni i Hercegovini. Predstavlja srednjovjekovnu nekropolu sa stećcima. Nalazi se u Teočaku na lokalitetu Mramoru. Postojala je sve do 1945. godine.
Pretpostavlja se da je na prostoru od Mramora preko Gaja i Lazovače bio franjevački samostan.